# Flögeln
Flögeln ist eine Ortschaft der Stadt Geestland im niedersächsischen Landkreis Cuxhaven.

## Geografie

### Lage
Flögeln liegt im nördlichen Elbe-Weser-Dreieck ca. 20 km nordöstlich von Bremerhaven. Der Ort befindet sich südwestlich des Flögelner Sees und südöstlich des Halemer und Dahlemer Sees.
In nord-südlicher Ausrichtung durchquert die Kreisstraße 18 den Ort.

### Nachbarorte
| Neuenwalde           | Gemeinde Wanna (Samtgemeinde Land Hadeln)   | Gemeinde Steinau (Samtgemeinde Land Hadeln) |
|                      | Kompassrose, die auf Nachbargemeinden zeigt |                                             |
| Hymendorf Drangstedt | Bad Bederkesa – Ortsteil Fickmühlen         | Bad Bederkesa                               |

(Quelle:)

## Geschichte
Von 1971 bis 1986 fanden in der Siedlungskammer Flögeln umfangreiche archäologische Ausgrabungen durch das Niedersächsische Institut für historische Küstenforschung in Wilhelmshaven statt. Dabei wurden Siedlungen aus dem Zeitraum von der jüngeren Steinzeit (Trichterbecherkultur) über das Mittelalter (die Dornburg) bis in die frühe Neuzeit aufgedeckt. Viele Funde sind im Museum Burg Bederkesa ausgestellt.
Der Name des Dorfes wird in bremischen Urkunden erstmals 1204 als Vlogeling erwähnt. Das gleichnamige welfische Ministerialengeschlecht wurde bereits 1144 erstmals genannt. Die Ritter von Flögeln waren mit der benachbarten Familie von Bederkesa verwandt. Deren Besitz kam 1381/1411 mit der Herrschaft Bederkesa in den Besitz der Stadt Bremen als Amt Bederkesa, das ab 1654 schwedisch, ab 1712 dänisch regiert wurde und 1715 zum Kurfürstentum Hannover kam.
Die Siedlung bildete sich um die St.-Pauli-Kirche. Das Kirchspiel wurde vor 1295 von Ringstedt abgetrennt und es wurde erstmals hier ein eigener Pfarrer eingesetzt. Das Geschlecht der Ritter von Flögeln erlosch nach 1376, die Kirche erbte den Besitz und übernahm die Aufgaben des Gutes.
Um 1500 wurde die gotische St.-Pauli-Kirche gebaut, deren neogotisches Kirchenschiff von 1852 und deren Turm von 1905 stammt. Die Reformation wurde 1534 von der Stadt Bremen für das Amt Bederkesa eingeführt. Gegen den Widerstand der Gemeinde wurde vom Kurfürstentum Hannover 1659 ein lutherischer Pfarrer (Bernhard Havemann, 1625–1691) eingesetzt.
Ein erster Küster in Flögeln wurde 1587 ernannt. Der Schulunterricht fand ab 1610 in der Küsterei statt. Seit dem 18. Jahrhundert ist ein einklassiges Schulhaus an der Nordseite des Kirchhofs bekannt; 1794 und 1852 wurden Neubauten gebaut.

### Eingemeindungen
Zum 1. Januar 2015 bildete Flögeln mit den übrigen Gemeinden der Samtgemeinde Bederkesa und der Stadt Langen die neue Stadt Geestland.

### Einwohnerentwicklung
| Jahr | Einwohner | Quelle |
| ---- | --------- | ------ |
| 1910 | 488       | [ 5 ]  |
| 1933 | 454       | [ 6 ]  |
| 1939 | 475       | [ 6 ]  |
| 1950 | 762       | [ 7 ]  |
| 1956 | 576       | [ 7 ]  |
| 1961 | 583       | [ 8 ]  |
| 1968 | 0646 ¹    |        |
| 1970 | 634       | [ 8 ]  |
| 1973 | 642       | [ 9 ]  |
| 1975 | 0638 ¹    | [ 10 ] |

| Jahr | Einwohner | Quelle |
| ---- | --------- | ------ |
| 1980 | 653 ¹     | [ 10 ] |
| 1985 | 675 ¹     | [ 10 ] |
| 1990 | 671 ¹     | [ 10 ] |
| 1995 | 674 ¹     | [ 10 ] |
| 2000 | 686 ¹     | [ 10 ] |
| 2005 | 685 ¹     | [ 10 ] |
| 2010 | 627 ¹     | [ 10 ] |
| 2014 | 623 ¹     | [ 10 ] |
| 2018 | 6310      | [ 11 ] |
| 0    | 0         | 0      |

¹ jeweils zum 31. Dezember
|  |

## Politik

### Ortsrat
Der Ortsrat von Flögeln setzt sich aus fünf Ratsmitgliedern zusammen, die durch eine Kommunalwahl für jeweils fünf Jahre gewählt. Die aktuelle Amtszeit begann am 1. November 2021 und endet am 31. Oktober 2026.
Aus den Ergebnissen der vergangenen Ortsratswahlen ergaben sich folgende Sitzverteilungen:
| Wahljahr | CDU | SPD | Gesamt  |
| -------- | --- | --- | ------- |
| 2021     | 5   | –   | 5 Sitze |
| 2016     | 4   | 1   | 5 Sitze |

### Ortsbürgermeister
Der Ortsbürgermeister von Flögeln ist Claus Seebeck (CDU). Sein Stellvertreter ist Volker Meyer (CDU).

### Wappen
Der Entwurf des Kommunalwappens von Flögeln stammt von dem Heraldiker und Wappenmaler Albert de Badrihaye, der zahlreiche Wappen im Landkreis Cuxhaven erschaffen hat.
| Wappen von Flögeln | Blasonierung: „In Blau über silbernem Wellenfuß zwei abgekehrte silberne Kranichflügel.“ |
| Wappen von Flögeln | Wappenbegründung: Die Kranichflügel weisen auf den Namen der Gemeinde hin. Nach einer Vermutung von Eduard Rüther hatte auch das im 13. Jahrhundert urkundlich erwähnte Adelsgeschlecht, de Vlogelingen, ein vom Ortsnamen abgeleitetes, redendes Wappen. Der silberne Wellenfuß deutet auf den Flögelner See. |

## Kultur und Sehenswürdigkeiten

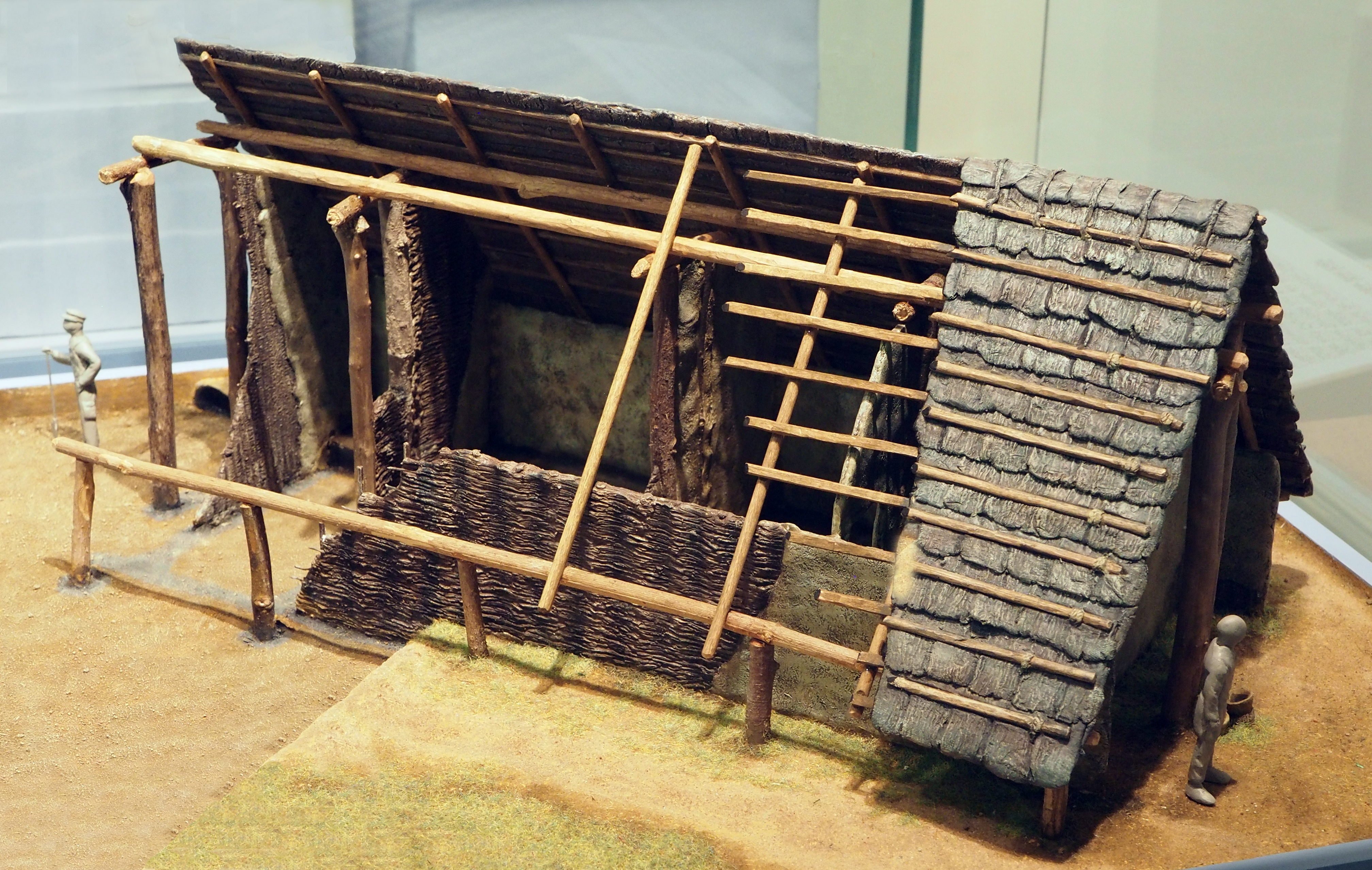
Modell eines Hauses der Trichterbecherkultur, nach Ausgrabungsergebnissen von Flögeln. Der Grundriss betrug etwa 13 × 5 Meter. Das Haus hatte vermutlich mehrere Räume

### Bauwerke
- St.-Pauli-Kirche von um 1500, 1852 und 1905
- Pfarrhaus von 1820
- Dornburg
- Steinkiste von Flögeln

### Denkmäler
- Im Ort befindet sich ein Kriegerdenkmal für die Gefallenen und Vermissten aus dem Ersten und Zweiten Weltkrieg.[15][16]

### Museen
- Heimatmuseum Jan Christopher Hus

### Grünflächen und Naherholung
- Flögelner See
- Ausgeschilderter Vorgeschichtspfad Flögeln
- Moorerlebnispfad im Ahlenmoor

## Persönlichkeiten

### Söhne und Töchter des Ortes
- Bernhard Krackau (1703–1753), evangelisch-lutherischer Geistlicher
- Gottfried Holthusen (1848–1920), Kaufmann und Hamburger Senator

### Personen, die mit dem Ort in Verbindung stehen
- Martin Matthaei (1666–1728), Prediger in Flögeln, Sohn von Otto Matthaei
- Emmi & Herr Willnowsky, Komiker-Duo, das in Deutschland, Österreich und der Schweiz durch Bühnen- und TV-Auftritte bekannt geworden ist, bestehend aus:
  - Christoph Dompke, alias Emmi (* 1965), gewann 2011 den Flögelner Comedy Preis
  - Christian Willner, alias Valentin Willnowsky (* 1967), gewann 2011 den Flögelner Comedy Preis